# Mansoa
Mansoa is een geslacht van klimplanten uit de trompetboomfamilie (Bignoniaceae). De soorten komen voor van Mexico tot in tropisch Zuid-Amerika.

## Soorten
- Mansoa alliacea (Lam.) A.H.Gentry
- Mansoa angustidens (DC.) Bureau & K.Schum.
- Mansoa difficilis (Cham.) Bureau & K.Schum.
- Mansoa gentryi M.M.Silva
- Mansoa glaziovii Bureau & K.Schum.
- Mansoa hirsuta DC.
- Mansoa hymenaea (DC.) A.H.Gentry
- Mansoa ivanii M.M.Silva
- Mansoa lanceolata (DC.) A.H.Gentry
- Mansoa longicalyx M.M.Silva
- Mansoa minensis M.M.Silva
- Mansoa montecillensis (Ant.Molina) C.Nelson
- Mansoa onohualcoides A.H.Gentry
- Mansoa paganuccii M.M.Silva
- Mansoa parvifolia (A.H.Gentry) A.H.Gentry
- Mansoa standleyi (Steyerm.) A.H.Gentry
- Mansoa ventricosa A.H.Gentry
- Mansoa verrucifera (Schltdl.) A.H.Gentry

... · 
Campsis (Trompetklimmer) · 
Catalpa (Trompetboom) · 
Crescentia · 
Kigelia · 
Martinella · 
Spathodea · 
Stereospermum · 
...